# اسمیم دی‌اکسید
اسمیم دی‌اکسید (به انگلیسی: Osmium dioxide) با فرمول شیمیایی OsO۲ یک ترکیب شیمیایی است. که جرم مولی آن ۲۲۲٫۲۲۹ g/mol می‌باشد. شکل ظاهری این ترکیب، بلورهای دستگاه بلوری راست‌لوزی سیاه و قرمز است.